# Togodolentus wrighti
Togodolentus wrighti är en insektsart som först beskrevs av Van Duzee 1914.  Togodolentus wrighti ingår i släktet Togodolentus och familjen Rhyparochromidae. Inga underarter finns listade i Catalogue of Life.